# Blindia magellanica
Blindia magellanica är en bladmossart som beskrevs av W. P. Schimper in C. Müller 1862. Blindia magellanica ingår i släktet blindior, och familjen Seligeriaceae. Inga underarter finns listade i Catalogue of Life.